# Venus i badet

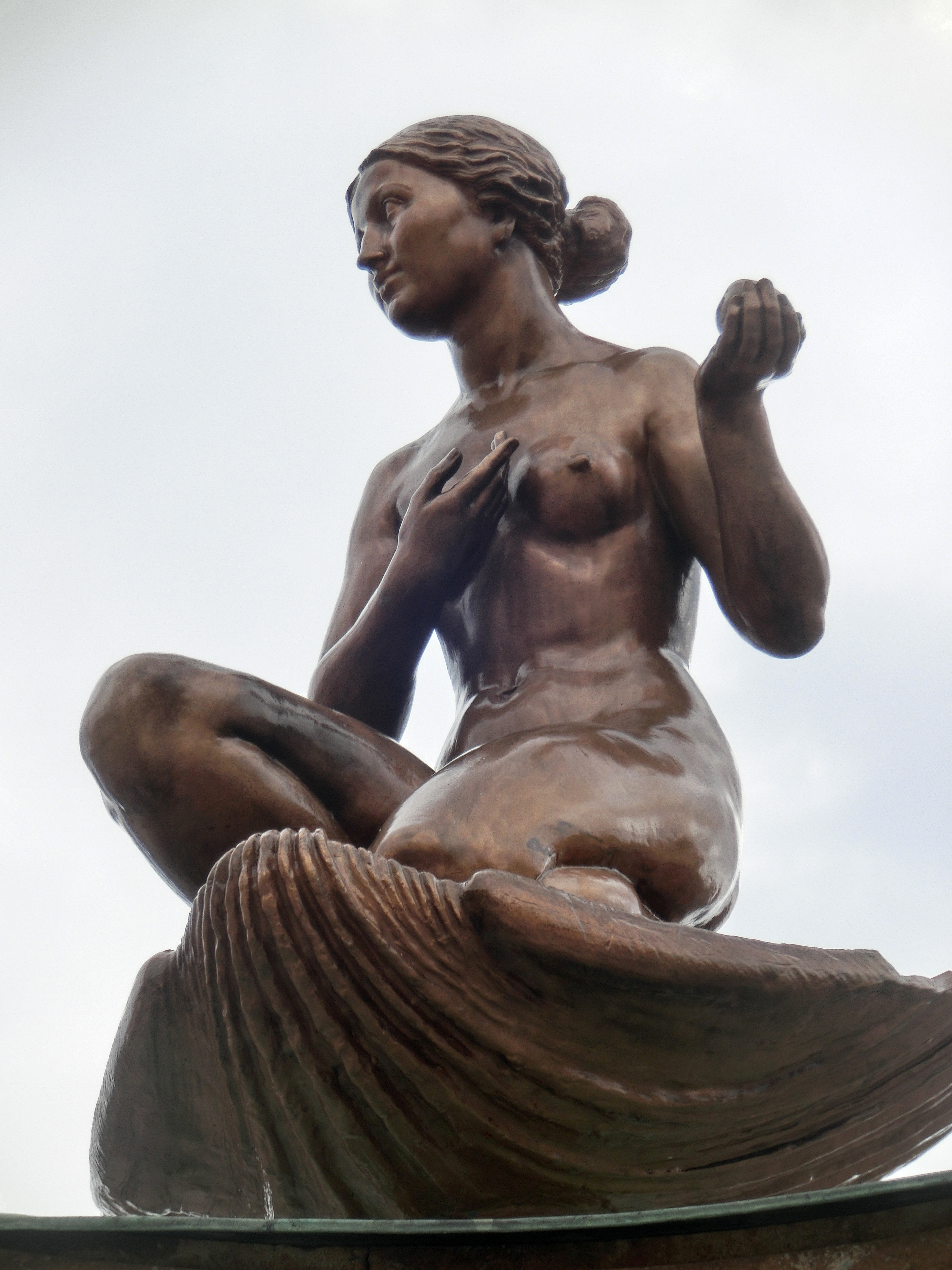
"Venus" alias "Malta-Johanna".

Venus i badet är en bronsskulptur på Stora Torget i Falköping, vilken har skapats av konstnären Ansgar Almquist. Skulpturen pryder toppen av fontänen mitt på torget. Fontänen, som är gjord i kalksten, ritades av professor Ivar Tengbom, som är uppvuxen i Falköping. I folkmun kallas skulpturen "Malta-Johanna".[källa behövs]